# Vidéodrome
Pour plus de détails, voir Fiche technique et Distribution.
Vidéodrome (Videodrome) est un film canadien réalisé par David Cronenberg et sorti en 1983.

## Synopsis
À Toronto, Max Renn dirige une chaîne de télévision spécialisée dans la pornographie et la violence. Une nuit, un de ses employés, Harlan, parvient à capter une émission probablement malaisienne, Videodrome, qui diffuse des scènes reconstituées de meurtres. C'est le début pour Max d'une longue descente aux enfers.

## Fiche technique
- Titre francophone : Vidéodrome
- Titre original : Videodrome
- Titres de travail : Zonekiller et Network of Blood
- Réalisation et scénario : David Cronenberg
- Musique : Howard Shore
- Décors : Carol Spier
- Photographie : Mark Irwin
- Son : Bryan Day
- Montage : Ronald Sanders
- Maquillage : Rick Baker
- Effets spéciaux : Michael Lennick
- Production : Claude Héroux
- Sociétés de production : Canadian Film Development Corporation, Filmplan International II, Guardian Trust Company et Famous Players Limited
- Société de distribution : Universal Pictures (Etats-Unis), S.N. Prodis (France)
- Budget : 5 952 000 $[1]
- Pays de production :  Canada
- Langue originale : anglais
- Genre : Fantastique et horreur
- Format : Couleur - mono - 35 mm - 1.85:1
- Durée : 87 minutes
- Dates de sortie :
  - États-Unis et Canada : 4 février 1983
  - France : 16 mai 1984
- Classification : interdit aux moins de 12 ans lors de sa sortie en salles en France
- Affiche : Laurent Melki (France)

## Distribution
- James Woods (VF : Dominique Collignon-Maurin) : Max Renn
- Sonja Smits (VF : Frédérique Tirmont) : Bianca O'Blivion
- Deborah Harry : Nicki Brand
- Leslie Carlson (VF : Pierre Hatet) : Barry Convex
- Peter Dvorský (VF : Hervé Bellon) : Harlan
- Jack Creley (VF : Roland Ménard) : Brian O'Blivion
- Lynne Gorman (VF : Perrette Pradier) : Masha
- Julie Khaner (VF : Maïk Darah) : Bridey James
- Reiner Schwarz : Moses
- David Bolt (VF : Vincent Grass) : Raphael
- Lally Cadeau (VF : Martine Messager) : Rena King

## Production
Le tournage a lieu à Toronto[réf. nécessaire].
Des trois fins alternatives qui furent tournées, c'est l'acteur James Woods qui sélectionna celle qui fut finalement retenue[réf. nécessaire].
Lors d'une projection test à Boston en 1982, le public avait trouvé le film "incompréhensible". À ce moment-là, le projet durait 1 h 12, bien plus court que sa durée finale (1 h 28).

## Accueil
Le film est un échec commercial, rapportant environ 2 120 000 $ au box-office en Amérique du Nord pour un budget de 5 900 000 $. En France, il a réalisé 226 027 entrées.
Il reçoit un accueil critique favorable, recueillant 80 % de critiques positives, avec une note moyenne de 7,2/10 et sur la base de 44 critiques collectées, sur le site agrégateur de critiques Rotten Tomatoes.
Grand fan de David Cronenberg, Andy Warhol a décrit Vidéodrome comme le Orange Mécanique des années 1980.

## Distinctions
En 1984, Videodrome a remporté le prix du meilleur film de science-fiction au Festival international du film fantastique de Bruxelles. David Cronenberg a remporté le prix Génie du meilleur réalisateur et le film a été nommé dans 7 autres catégories de prix Génie.